# Идеальный газ
Идеа́льный газ — теоретическая модель, широко применяемая для описания свойств и поведения реальных газов при умеренных давлениях и температурах. В этой модели, во-первых, предполагается, что составляющие газ частицы не взаимодействуют друг с другом, то есть их размеры пренебрежимо малы, поэтому в объёме, занятом идеальным газом, нет взаимных неупругих столкновений частиц. Частицы идеального газа претерпевают столкновения только со стенками сосуда. Второе предположение: между частицами газа нет дальнодействующего взаимодействия, например, электростатического или гравитационного. Дополнительное условие упругих столкновений между молекулами и стенками сосуда в рамках молекулярно-кинетической теории приводит к термодинамике идеального газа .
В различных расширенных моделях идеального газа предполагается, что частицы имеют внутреннюю структуру и протяжённые размеры, что можно представить частицы в виде эллипсоидов или сфер, соединённых упругими связями (например, двухатомные молекулы). Представление частиц газа в виде многоатомных молекул приводит к возникновению дополнительных степеней свободы, что побуждает учитывать энергию не только поступательного, но и вращательно-колебательного движения частиц, а также не только центральные, но и нецентральные столкновения частиц.
Модель широко применяется для решения задач термодинамики газов и аэрогазодинамики. Например, воздух при атмосферном давлении и комнатной температуре с достаточной для практических расчётов точностью хорошо описывается моделью идеального газа.
В случае очень больших давлений требуется применение более точных уравнений состояния реальных газов, например, полуэмпирического уравнения Ван-дер-Ваальса, в котором учитывается притяжение между молекулами и их конечные размеры. При очень высоких температурах молекулы реальных газов могут диссоциировать на составляющие их атомы, или атомы могут ионизироваться с отщеплением электронов. Поэтому в случаях высоких давлений и/или температур уравнения состояния идеального газа применимы только с некоторыми допущениями, либо неприменимы совсем.
Различают классический идеальный газ (его свойства выводятся из законов классической механики и подчиняются статистике Максвелла — Больцмана), квазиклассический идеальный газ (для которого — в отличие от классического идеального газа — не выполняется закон равномерного распределения энергии по степеням свободы)  и квантовый идеальный газ (его свойства определяются законами квантовой механики и описываются статистиками Ферми — Дирака или Бозе — Эйнштейна).
Популярность модели «идеальный газ» в учебных курсах термодинамики обусловлена тем обстоятельством, что результаты, получаемые с помощью уравнения Клапейрона, представляют собой не слишком сложные математические выражения и обычно допускают простой аналитический и/или графический анализ поведения входящих в них величин. Квазиклассическое приближение используют для вычисления термодинамических функций газов по их молекулярным данным.

## История
История возникновения понятия идеальный газ восходит к успехам экспериментальной физики, начало которым было положено в XVII веке. В 1643 г. Эванджелиста Торричелли впервые доказал, что воздух имеет вес (массу), и, совместно с В. Вивиани, провёл опыт по измерению атмосферного давления с помощью запаянной с одного конца стеклянной трубки, заполненной ртутью. Так появился на свет первый ртутный барометр. В 1650 г. немецкий физик Отто фон Герике изобрёл воздушный насос и провёл в 1654 году знаменитый эксперимент с магдебургскими полушариями, наглядно подтвердивший существование атмосферного давления. Эксперименты английского физика Роберта Бойля по уравновешиванию ртутного столба давлением сжатого воздуха привели в 1662 году к выводу газового закона, названного впоследствии законом Бойля — Мариотта, в связи с тем, что французский физик Эдм Мариотт в 1679 г. провёл аналогичное независимое исследование.
В 1802 году французский физик Гей-Люссак опубликовал в открытой печати закон объёмов (называемый в русскоязычной литературе законом Гей-Люссака), однако сам Гей-Люссак считал, что открытие было сделано Жаком Шарлем в неопубликованной работе, относящейся к 1787 году. Независимо от них этот закон был открыт в 1801 году английским физиком Джоном Дальтоном. Кроме того, качественно он был описан французским учёным Гийомом Амонтоном в конце XVII века. Гей-Люссак также установил, что коэффициент объёмного расширения одинаков для всех газов, несмотря на общепринятое мнение, что разные газы расширяются при нагревании различным образом.
Гей-Люссак (1822) и Сади Карно (1824) были первыми, кто объединил в едином уравнении законы Бойля — Мариотта и Шарля — Дальтона — Гей-Люссака. Поскольку, однако, Гей-Люссак найденным им уравнением не пользовался, а с полученными Карно результатами знакомились не по его ставшей библиографической редкостью книге «Размышления о движущей силе огня и о машинах, способных развивать эту силу», а по изложению идей Карно в работе Бенуа Клапейрона «Мемуар о движущей силе огня», то и вывод термического уравнения состояния идеального газа приписали Клапейрону, а уравнение стали называть уравнением Клапейрона, хотя сам этот учёный никогда не претендовал на авторство обсуждаемого уравнения. Не вызывает, между тем, сомнения, что именно Клапейрон первый понял плодотворность применения уравнения состояния, существенно упрощавшего все связанные с газами расчёты.
Экспериментальные исследования физических свойств реальных газов в те годы были не вполне точны и проводились в условиях не сильно отличавшихся от нормальных (температура 0 ℃, давление 760 мм рт. ст.). Предполагалось также, что газ, в отличие от пара, представляет собой субстанцию, неизменную в любых физических условиях. Первый удар по этим представлениям нанесло сжижение хлора в 1823 г. В дальнейшем выяснилось, что реальные газы представляют собой перегретые пары, достаточно удалённые от областей конденсации и критического состояния. Любой реальный газ может быть превращён в жидкость путём конденсации, либо путём непрерывных изменений однофазового состояния. Таким образом выяснилось, что реальные газы представляют одно из агрегатных состояний соответствующих простых тел, а точным уравнением состояния газа может быть уравнение состояния простого тела. Несмотря на это, газовые законы сохранились в термодинамике и в её технических приложениях как законы идеальных газов — предельных (практически недостижимых) состояний реальных газов. Уравнение Клапейрона было выведено при некоторых допущениях на основе молекулярно-кинетической теории газов (Августом Крёнигом в 1856 г. и Рудольфом Клаузиусом в 1857 г.).
Клаузиусом было введено и само понятие «идеальный газ» (в отечественной литературе конца XIX — начала XX веков вместо названия «идеальный газ» использовали термин «совершенный газ»).
Следующий важный шаг в формулировке термического уравнения состояния идеального газа — переход от индивидуальной для каждого газа постоянной к универсальной газовой постоянной — сделал русский инженер Илья Алымов, работа которого, опубликованная в малоизвестном среди физиков и химиков издании, не обратила на себя внимание. Этот же результат был получен Менделеевым в 1874 году. Независимо от работ русских учёных Густав Цейнер (1866), Като Гульдберг (1867) и Август Горстман (1873) пришли к выводу, что произведение индивидуальной для каждого газа постоянной в уравнении Клапейрона на молекулярный вес газа должно быть постоянной для всех газов величиной.
В 1912 году при выводе постоянной Нернста был впервые применён принцип разделения фазового пространства на равновеликие ячейки. Впоследствии в 1925 году Ш. Бозе опубликовал статью «Закон Планка и гипотеза о световых квантах», в которой развил эту идею применительно к фотонному газу. Эйнштейн сказал о данной статье, что «использованный здесь метод позволяет получить квантовую теорию идеального газа» . В декабре того же года Энрико Ферми разработал статистику частиц с полуцелым спином, подчиняющихся принципу Паули, которые позднее назвали фермионами.
В отечественной литературе, изданной до конца 1940-х годов, термическое уравнение состояния идеального газа называли уравнением Клапейрона или уравнением Клапейрона для 1 моля. В фундаментальной отечественной монографии 1948 года, посвящённой различным уравнениям состояния газов, Менделеев — в отличие от Клапейрона — вообще не упоминается. Фамилия Менделеева в названии рассматриваемого нами уравнения появилась после начала «борьбы с низкопоклонством перед Западом» и поиска «русских приоритетов». Тогда-то и стали в научной и учебной литературе использовать такие варианты названия, как уравнение Менделеева, уравнение Менделеева — Клапейрона и уравнение Клапейрона — Менделеева.

## Классический идеальный газ

### Молекулярно-кинетическая теория идеального газа
Свойства идеального газа на основе молекулярно-кинетических представлений определяются исходя из физической модели идеального газа, в которой приняты следующие допущения:
- Размеры молекул пренебрежимо малы по сравнению со средним расстоянием между ними, так что суммарный объём, занимаемый молекулами, много меньше объёма сосуда[47][48][49];
- импульс передаётся только при соударениях, то есть силы притяжения между молекулами не учитываются, а силы отталкивания возникают только при соударениях[49];
- соударения частиц между собой и со стенками сосуда абсолютно упруги[49];
- количество молекул в газе велико и фиксированно, что позволяет вычислять средние величины по малому (по сравнению с размерами системы) объёму;
- газ находится в термодинамическом равновесии со стенками сосуда и дополнительно отсутствуют макроскопические потоки вещества. Тут следует уточнить, что градиенты термодинамических величин могут иметь место, как например при включении внешнего поля, к примеру гравитационного.

В этом случае частицы газа движутся независимо друг от друга, давление газа на стенку равно полному импульсу, передаваемому при столкновении частиц с участком стенки единичной площади в единицу времени, внутренняя энергия — сумме энергий частиц газа.
По эквивалентной макроскопической формулировке идеальный газ — такой газ, который одновременно подчиняется закону Бойля — Мариотта и Гей-Люссака, то есть:
{\displaystyle pV=\mathrm {const} \cdot T,}
где {\displaystyle p} — давление, {\displaystyle V} — объём, {\displaystyle T} — абсолютная температура.

### Термическое уравнение состояния и термические коэффициенты идеального газа
Термические свойства классического и квазиклассического идеального газа описываются уравнением Клапейрона:
{\displaystyle pV={\frac {m}{M}}RT\,,}
где R — универсальная газовая постоянная (8,3144598 Дж⁄(моль∙К)), m — масса газа, M — его молярная масса, или 
{\displaystyle pV=\nu RT},
где {\displaystyle \nu } — количество газа в молях.
В формулах статистической физики принято использовать постоянную Больцмана k (1,3806·10−23 Дж⁄К), массу частицы {\displaystyle {\acute {m}}} и число частиц N.
Статистические и термодинамически величины связаны соотношениями:
{\displaystyle m={\acute {m}}N,~~~n={\frac {N}{N_{A}}},~~~R=kN_{A},~~~kN=nR\,,}
где NА — число Авогадро (6,02214·1023 1⁄моль).
С использованием обозначений статистической физики уравнение Клапейрона принимает вид:
{\displaystyle pV=NkT\,,}
или:
{\displaystyle p=ckT\,,}
где c — концентрация частиц.
Сведения, касающиеся термических коэффициентов идеального газа, изложены в статье Уравнение состояния.

### Смесь идеальных газов
Смесь идеальных газов тоже идеальный газ. Каждой компоненте газа соответствует своё парциальное давление и общее давление смеси есть сумма парциальных давлений компонент смеси {\displaystyle p=p_{1}+p_{2}+p_{3}}… Также можно получить общее количество молей в смеси газов как сумму {\displaystyle n=n_{1}+n_{2}+n_{3}}… Тогда уравнение состояния для смеси идеальных газов
{\displaystyle pV=nRT\,.}

### Совершенный газ (гидроаэромеханика)
В отличие от термодинамики в гидроаэромеханике газ, подчиняющийся уравнению Клапейрона, называют совершенным. У совершенного газа молярные изохорная {\displaystyle C_{V}} и изобарная {\displaystyle C_{P}} теплоёмкости постоянны. В то же время идеальным в гидроаэромеханике называют газ, у которого отсутствуют вязкость и теплопроводность. Модель совершенного газа широко применяют при исследовании течения газов.

### Теплоёмкость
Определим теплоёмкость при постоянном объёме для идеального газа как
{\displaystyle {\hat {c}}_{V}={\frac {1}{nR}}T\left({\frac {\partial S}{\partial T}}\right)_{V}={\frac {1}{nR}}\left({\frac {\partial U}{\partial T}}\right)_{V}\,,}
где S — энтропия. Это безразмерная теплоёмкость при постоянном объёме, которая обычно зависит от температуры из-за межмолекулярных сил. При умеренных температурах это константа: для одноатомного газа ĉV = 3/2, для двухатомного газа и многоатомных газов с линейными молекулами это ĉV = 5/2, а для многоатомного газа с нелинейными молекулами ĉV = 6/2=3. Видно, что макроскопические измерения теплоёмкости могут дать информацию о микроскопической структуре молекул.
В отечественной учебной литературе, где понятие безразмерной теплоёмкости не получило распространения, для классического идеального газа его теплоёмкость при постоянном объёме CV полагают не зависящей от температуры и, согласно теореме о равнораспределении, равной: 3Rν/2 для всех одноатомных газов, 5Rν/2 для всех двухатомных газов и многоатомных газов с линейными молекулами, 3Rν для всех многоатомных газов с нелинейными молекулами. Отличие квазиклассического идеального газа от классического состоит в ином виде зависимости внутренней энергии газа от его температуры. Для классического идеального газа его теплоёмкость при постоянном объёме CV не зависит от температуры (она составляет), то есть внутренняя энергия газа всегда пропорциональна его температуре; для квазиклассического идеального газа его теплоёмкость {\displaystyle C_{V}} зависит от химического состава газа и температуры, то есть имеет место нелинейная зависимость внутренней энергии газа от температуры.
Теплоёмкость при постоянном давлении 1/R моль идеального газа:
{\displaystyle {\hat {c}}_{P}={\frac {1}{nR}}T\left({\frac {\partial S}{\partial T}}\right)_{P}={\frac {1}{nR}}\left({\frac {\partial H}{\partial T}}\right)_{P}={\hat {c}}_{V}+1\,,}
где H = U + PV — энтальпия газа.
Иногда проводится различие между классическим идеальным газом, где ĉV и ĉP могут меняться с температурой и квазиклассическим идеальным газом, для которого это не так.
Для любого классического и квазиклассического идеального газа справедливо соотношение Майера:
{\displaystyle C_{P}-C_{V}=R\,,}
где {\displaystyle C_{P}} — молярная теплоёмкость при постоянном давлении.
Соотношение теплоёмкостей при постоянном объёме и постоянном давлении
{\displaystyle \gamma ={\frac {c_{P}}{c_{V}}}}
называется показателем адиабаты. Для воздуха, представляющего собой смесь газов, это соотношение составляет 1,4. Для показателя адиабаты справедлива теорема Реша:
| {\displaystyle {\frac {C_{P}}{C_{V}}}={\frac {\left({\frac {\partial P}{\partial V}}\right)_{S}}{\left({\frac {\partial P}{\partial V}}\right)_{T}}}\,.} | (Теорема Реша) |

### Энтропия и термодинамические потенциалы
Выражая CV в терминах ĉV как было показано в предыдущем разделе, дифференцируя уравнение состояния идеального газа и интегрируя можно получить выражение энтропии:
{\displaystyle \Delta S={\hat {c}}_{V}Nk\ln \left({\frac {T}{T_{0}}}\right)+Nk\ln \left({\frac {V}{V_{0}}}\right)\,,}
Данное выражение, после ряда преобразований позволяет получить термодинамические потенциалы для идеального газа как функции T, V, и N в виде:
| {\displaystyle U\,} |                            | {\displaystyle ={\hat {c}}_{V}NkT\,} |
| {\displaystyle A\,} | {\displaystyle =U-TS\,}    | {\displaystyle =\mu N-NkT\,}         |
| {\displaystyle H\,} | {\displaystyle =U+PV\,}    | {\displaystyle ={\hat {c}}_{P}NkT\,} |
| {\displaystyle G\,} | {\displaystyle =U+PV-TS\,} | {\displaystyle =\mu N\,,}            |
где, как и раньше,
{\displaystyle {\hat {c}}_{P}={\hat {c}}_{V}+1\,.}

## Применение теории идеального газа

### Физический смысл температуры газа
В рамках молекулярно-кинетической теории давление молекул газа на стенку сосуда {\displaystyle p={\frac {F}{S}}} равно отношению силы {\displaystyle F}, действующей на стенку со стороны молекул, к площади стенки {\displaystyle S}. Силу можно вычислить как отношение суммарного импульса {\displaystyle K}, переданного стенке при столкновениях молекул за время {\displaystyle \Delta t}, к длительности этого интервала:
{\displaystyle p={\frac {K}{S\Delta t}}.\qquad \qquad }
При упругом соударении молекула массы {\displaystyle m} передаёт стенке импульс
{\displaystyle k_{m}=2mv\cos \vartheta ,\qquad \qquad }
где {\displaystyle \vartheta } — угол между импульсом молекулы до соударения и нормалью со стенкой и {\displaystyle v} — скорость молекулы. Число соударений со стенкой равно {\displaystyle N_{\rm {st}}=nvS\cos \vartheta \Delta t.} Усреднение выражения {\displaystyle K=k_{m}N_{\rm {st}}} по всем возможным углам и скоростям, даёт:
{\displaystyle K={\frac {2}{3}}n\varepsilon _{\rm {kin}}S\Delta t,\qquad \qquad },
где {\displaystyle \ \varepsilon _{\rm {kin}}} — средняя кинетическая энергия поступательного движения молекул газа. Подставив это выражение {\displaystyle K} в формулу для {\displaystyle p}, получаем, что давление молекул на стенку сосуда определяется как {\displaystyle p={\frac {2}{3}}n\varepsilon _{\rm {kin}}}, Подставив {\displaystyle p} в уравнение Клапейрона в форме {\displaystyle p=nkT}, имеем выражение {\displaystyle \ \varepsilon _{\rm {kin}}={\frac {3}{2}}kT}, откуда следует, что температура газа прямо пропорциональна средней энергии поступательного движения молекул.

### Распределение Больцмана
Равновесное распределение частиц классического идеального газа по состояниям можно получить следующим образом. Используя выражение для потенциальной энергии газа в гравитационном поле и уравнение Клапейрона, выводят барометрическую формулу и с её помощью находят распределение молекул газа по энергиям в гравитационном поле. Больцман показал, что полученное таким образом распределение справедливо не только в случае потенциального поля сил земного тяготения, но и в любом потенциальном поле сил для совокупности любых одинаковых частиц, находящихся в состоянии хаотического теплового движения. Это распределение и носит название распределения Больцмана:
{\displaystyle {\bar {n}}_{j}=ae^{-{{\varepsilon _{j}} \over {kT}}}\,,}
где {\displaystyle {\bar {n}}_{j}} — среднее число частиц, находящихся в {\displaystyle j}-ом состоянии с энергией {\displaystyle \varepsilon _{j}}, а константа {\displaystyle a} определяется условием нормировки:
{\displaystyle \sum {n_{j}}=N\,,}
где {\displaystyle N} — полное число частиц.
Распределение Больцмана является предельным случаем распределений Ферми — Дирака и Бозе — Эйнштейна для больших температур, и, соответственно, классический идеальный газ является предельным случаем Ферми-газа и Бозе-газа. Данный предельный случай соответствует ситуации, когда заполнение энергетических уровней невелико и квантовыми эффектами можно пренебречь.

### Адиабатический процесс
C помощью модели идеального газа можно предсказать изменение параметров состояния газа при адиабатическом процессе. Запишем уравнение Клапейрона в таком виде:
{\displaystyle pV=\nu RT\,.}
Продифференцировав обе части, получаем:
{\displaystyle pdV+Vdp=\nu RdT}.
Согласно экспериментально установленному закону Джоуля (закону Гей-Люссака — Джоуля) внутренняя энергия идеального газа не зависит от давления или объёма газа. По определению молярной теплоёмкости при постоянном объёме, {\displaystyle \left({\frac {\partial U}{\partial T}}\right)_{V}=C_{V}}. Поэтому получаем
| {\displaystyle \mathrm {d} U=\nu C_{V}\mathrm {d} T\,,} |

где {\displaystyle \nu } — число молей идеального газа.
Учитывая отсутствие теплообмена с окружающей средой имеем:
| {\displaystyle \mathrm {d} U=-p\,\mathrm {d} V.} |

C учётом этого уравнение Клапейрона приобретает вид
{\displaystyle p\mathrm {d} V+V\mathrm {d} p=-p\mathrm {d} V\cdot {\frac {R}{C_{V}}}\,,}
далее, введя коэффициент {\displaystyle {\mathsf {\gamma }}=1+R/C_{V}}, получаем окончательно уравнение Пуассона:
{\displaystyle p\,\cdot V^{\mathsf {\gamma }}=\mathrm {const} \,.}
Для нерелятивистского невырожденного одноатомного идеального газа {\displaystyle \gamma =5/3}, двухатомного {\displaystyle \gamma =7/5}.

### Скорость звука
Скорость звука в идеальном газе определяется
{\displaystyle c_{s}={\sqrt {\left({\frac {\partial P}{\partial \rho }}\right)_{s}}}={\sqrt {\frac {\gamma P}{\rho }}}={\sqrt {\frac {\gamma RT}{M}}}\,,}
где γ — показатель адиабаты (ĉP/ĉV), s — энтропия на частицу газа, ρ — плотность газа, P — давление газа, R — универсальная газовая постоянная, T — температура, M — молярная масса газа. Так как колебания плотности быстрые, то процесс в целом происходит без обмена теплом, что объясняет появление показателя адиабаты в выражении для скорости звука. Для воздуха возьмём γ = 1,4, M =28,8, T = 273 К, тогда cs=330 м/с.

## Квазиклассический идеальный газ
С термодинамической точки зрения различие между классическим и квазиклассическим идеальными газами состоит в следующем. Теплоёмкость классического идеального газа не зависит от температуры и однозначно задана геометрией молекулы газа, которая тем самым определяет вид калорического уравнения состояния газа. Классические идеальные газы с одинаковой геометрией молекул подчиняются одному и тому же калорическому уравнению состояния. Теплоёмкость квазиклассического идеального газа зависит от температуры, причём эта зависимость индивидуальна для каждого газа; соответственно каждый квазиклассический идеальный газ описывается своим собственным калорическим уравнением состояния. Очень часто — в том числе и в данной статье, — когда различия между классическим и квазиклассическим приближениями не играют роли, термин «классический идеальный газ» рассматривают как синоним выражения «неквантовый идеальный газ». При макроскопическом подходе идеальными классическими и квазиклассическими газами называют гипотетические (реально не существующие) газы, подчиняющиеся термическому уравнению состояния Клапейрона (Клапейрона — Менделеева). Иногда дополнительно указывают, что для классического идеального газа справедлив закон Джоуля. Термодинамика утверждает, что закон Джоуля выполняется для любого вещества с уравнением состояния вида {\displaystyle {\frac {p}{T}}=f(V)} или {\displaystyle pV=f(T)}, где {\displaystyle p} — давление, {\displaystyle T} — абсолютная температура и {\displaystyle V} — объём (см. ). Поэтому, давая определение классическому идеальному газу, упоминать о законе Джоуля необязательно. С другой стороны, если рассматривать данный закон как обобщение экспериментальных данных, то изложение макроскопической теории классического идеального газа требует привлечения только самых элементарных сведений из термодинамики.

## Квантовый идеальный газ
Понижение температуры и увеличение плотности газа может привести к ситуации, когда среднее расстояние между частицами становится соизмеримым с длиной волны де Бройля для этих частиц, что приводит к переходу от классического к квантовому идеальному газу.
В таком случае поведение газа зависит от спина частиц: в случае полуцелого спина (фермионы) действует статистика Ферми — Дирака (Ферми-газ), в случае целого спина (бозоны) — статистика Бозе — Эйнштейна (Бозе-газ).

### Ферми-газ
Для фермионов действует принцип Паули, запрещающий двум тождественным фермионам находиться в одном квантовом состоянии. Вследствие этого при абсолютном нуле температуры импульсы частиц и, соответственно, давление и плотность энергии Ферми-газа отличны от нуля и пропорциональны числу частиц в единице объёма. Существует верхний предел энергии, который могут иметь частицы Ферми-газа при абсолютном нуле (Энергия Ферми {\displaystyle E_{F}}). Если энергия теплового движения частиц Ферми-газа значительно меньше энергии Ферми, то это состояние называют вырожденным газом.
Примерами Ферми-газов являются электронный газ в металлах, сильнолегированных и вырожденных полупроводниках, вырожденный газ электронов в белых карликах.

### Бозе-газ
Так как бозоны могут быть строго тождественны друг другу и, соответственно, принцип Паули на них не распространяется, то при снижении температуры Бозе-газа ниже некоторой температуры {\displaystyle T_{0}} возможен переход бозонов на наинизший энергетический уровень с нулевым импульсом, то есть образование конденсата Бозе — Эйнштейна. Поскольку давление газа равно сумме импульсов частиц, переданной стенке в единицу времени, при {\displaystyle T<T_{0}} давление Бозе-газа зависит только от температуры. Этот эффект в 1995 году наблюдался экспериментально, а в 2001 году авторам эксперимента была присуждена Нобелевская премия.
Примерами Бозе-газов являются различного рода газы квазичастиц (слабых возбуждений) в твёрдых телах и жидкостях, сверхтекучая компонента гелия II, конденсата Бозе — Эйнштейна куперовских электронных пар при сверхпроводимости. Примером ультрарелятивистского бозе-газа является фотонный газ (тепловое излучение). Примером бозе-газа, состоящего из квазичастиц является фононный газ.

## Идеальный газ в гравитационном поле
В ОТО-релятивистской термодинамике при термическом равновесии газовой (жидкой) сферы собственная температура, измеряемая местным наблюдателем, понижается при перемещении по радиусу от центра сферы к её поверхности. Этот релятивистский эффект невелик (исключая случай сверхсильных гравитационных полей) и у поверхности Земли им пренебрегают.
Реальное воздействие гравитационного поля на газ (жидкость) проявляется в первую очередь через зависимость гидростатического давления от высоты столба газа (жидкости). Влияние поля тяготения на термодинамические свойства системы можно не учитывать в том случае, когда изменение давления по высоте много меньше абсолютной величины давления. Не выходя за рамки термодинамики, Дж. Максвелл установил, что «…в вертикальной колонне газа, предоставленного самому себе, температура повсюду одинакова после того, как колонна достигла теплового равновесия посредством теплопроводности; другими словами, тяжесть не оказывает никакого влияния на распределение температур в колонне», и что этот вывод справедлив для любых газов (жидкостей), то есть равенство температур по всему объёму системы есть необходимое условие равновесия в гравитационном поле. Методами молекулярно-кинетической теории этот же результат для газов был получен Л. Больцманом.
Зависимость давления от высоты изотермического столба идеального газа даёт барометрическая формула. В простейшей термодинамической модели, объясняющей наблюдаемую неизотермичность земной атмосферы, рассматривают не равновесное, а стационарное состояние столба идеального газа, достигаемое равновесным адиабатическим процессом циркуляции воздуха, когда теплопередача в сторону убыли температуры (вверх), уравновешивается переносом потенциальной энергии молекул воздуха в обратном направлении.

## Пределы применимости теории идеального газа
Если плотность газа повышается, то столкновения молекул начинают играть всё бо́льшую роль и пренебрегать размерами и взаимодействием молекул становится невозможным. Поведение такого газа плохо описывается моделью идеального газа, в связи с чем его называют реальным газом. Аналогично моделью идеального газа нельзя пользоваться при описании плазмы, в которой присутствует значительное взаимодействие между отдельными молекулами. Для описания реальных газов применяются различные модифицированные уравнения состояния, например, вириальное разложение.
Другое широко используемое уравнение получается, если учесть, что молекула не бесконечно мала, а имеет определённый диаметр {\displaystyle d}, то уравнение Клапейрона для одного моля газа примет вид:
{\displaystyle p(V-b)=RT\,,}
при этом величина {\displaystyle b} равна:
{\displaystyle b={\frac {2\pi }{3}}Nd^{3}\,,}
где {\displaystyle N} — число молекул в газе. Учёт дополнительно сил межмолекулярного притяжения (сил Ван-дер-Ваальса) приведёт к изменению уравнения до уравнения Ван-дер-Ваальса:
{\displaystyle \left(p+{\frac {a\nu ^{2}}{V^{2}}}\right)\left({V}-{b\nu }\right)=\nu RT\,.}
Существует ряд эмпирических уравнений состояния, например Бертло и Клаузиуса, которые ещё лучше описывают поведение реального газа в определённых условиях.